# Liga e Parë
Liga e Parë (Langform: Viva Fresh Liga e Parë e Kosovës) ist die zweithöchste Fußballliga des kosovarischen Fußballs, ausgerichtet von der Federata e Futbollit e Kosovës. Die höchste Liga ist die Superliga. Die dritthöchste Liga ist die Liga e Dytë.

## Fernsehrechte
Im August 2021 wurde bekannt gegeben, dass der Sender ArtMotion & KlanKosova die Spiele der Liga e Parë 2021/22 übertragen wird. Sponsor der Liga ist seit dem 10. August 2021 die Kompanie VivaFresh.

## Mannschaften 2024/25
| Gruppe A - KF Besa - KF Drenica - KF Istogu - KF Liria - FC Mitrovica - KF Rahoveci - KF Rilindja 1974 - KF Trepça’89 - KF Trepça Mitrovica - KF Vëllaznimi | Gruppe B - KF Dinamo Ferizaj - KF Flamurtari - KF Fushë Kosova - KF KEK - KF Kika Hogosht - KF 2 Korriku - KF Kosova Vushtrri - KF Prishtina e Re - KF Ramiz Sadiku - KF Vjosa |

## Alle Meister seit 2005
| - 2005: KF Gjilani - 2006: KF Hysi - 2007: KF 2 Korriku - 2008: KF Istogu - 2009: KF Liria - 2010: KF Trepça - 2011: KF Drita - 2012: KF Feronikeli | - 2013: KF Ferizaj - 2014: KF Vëllaznimi - 2015: KF Llapi - 2016: KF Trepça - 2017: KF Flamurtari - 2018: KF KEK - 2019: KF Kosova Vushtrri - 2020: KF Besa | - 2021: KF Malisheva / KF Ulpiana - 2022: KF Trepça’89 / KF Ferizaj - 2023: FC Feronikeli 74‘ / KF Fushe Kosova - 2024: FC Suhareka / KF Ferizaj - 2025: KF Drenica / KF Prishtina e Re |